# Sericoptera collareata
Sericoptera collareata är en fjärilsart som beskrevs av Charles Oberthür 1911. Sericoptera collareata ingår i släktet Sericoptera och familjen mätare. Inga underarter finns listade i Catalogue of Life.